# 현역
현역(現役)은 입대 직후부터 상시 근무하는 군인을 가리킨다. 상비군에 해당되며, 현역에 대비되는 군인으로는 예비역이 있다.

## 대한민국
대한민국 국군은 1950년 6월 25일에 발발하여 1953년 7월 29일 휴전된 한국 전쟁 이후로도 조선민주주의인민공화국(=북한)과 대치하고 있다.
일정한 기간을 복무하고 군을 떠날 경우, 예비역으로 자동 전환되어 정해진 기간만큼 훈련을 받게 된다. 여군의 경우, 자신이 원하지 않는 이상 예비역으로 전역되지 않고 바로 퇴역된다.
2023년부터 신체 등급 4급 보충역 중 현역 복무를 선택한 사람도 희망 시 상근예비역 소집 대상으로 선발될 수 있게 됐다.다만 현역 전환 신청 후 상근 입대 희망 신청을 하는거라 상근 선발에 떨어지면 현역으로 복무해야 한다.

## 미국
미국군은 현재 모든 필요한 군인을 모병제로 보충하고 있다. 냉전 당시에는 전략 예비군을 편성하기도 하였다.

## 같이 보기
- 예비역

1. ↑  https://v.daum.net/v/20230105100010252